# Moonlight Bay
Moonlight Bay est une chanson publiée en 1912 avec les paroles écrites par Edward Madden (en) et la musique par Percy Wenrich. Elle est quelquefois appelée On Moonlight Bay. Elle est souvent interprétée dans le style barbershop quartet. Les premiers enregistrements, en 1912, ont été faits par le American Quartet (en) et par Dolly Connolly.

## Versets
Les voix bourdonnent, chantonnent au-dessus de Moonlight Bay
Des banjos grattent, s'accordent pendant que les rayons de lune jouent
Tout seul, inconnu ils me trouvent
Des souvenirs comme ceux-ci me rappellent
De la fille que j'ai laissée derrière moi
Vers le bas sur Moonlight Bay
Les bougies scintillent sur le rivage silencieux
Des nuits solitaires, rêvant jusqu'à ce que nous nous rencontrions une fois de plus
Loin l'un de l'autre, son cœur aspire
Avec un soupir pour mon retour
Avec la lumière de l'amour toujours brûlante
Comme aux jours d'autrefois

## Refrain
Nous naviguions le long
Sur la baie du clair de lune.
Nous pouvions entendre les voix sonner ;
Ils semblaient dire,
"Tu as volé mon coeur"
« Maintenant, ne partez pas ! »
Comme nous chantions "la vieille chanson douce de l'amour"
Sur la baie du clair de lune

## Version Beatles
Nous nous promenions (tournez et criez !)
Sur Moonlight Bay (whoo!)
On pouvait entendre les voix chanter (j'aime ça !)
Tu as dit que tu resterais (Continue, Bongo !)
Tu m'as brisé le cœur (oh, tords et crie !)
Alors va-t'en ('Les Beatles sont-ils partis ?' 'Non, ils sont là !')
Avec tes courtes et grosses jambes poilues
Sur la baie du clair de lune
Sur la baie du clair de lune

## Autres versions
- Glenn Miller et son orchestre a enregistré la chanson le 22 mars 1937[2] avec un arrangement swing.
- Les Mills Brothers ont enregistré la chanson en 1940[3] pour Decca Records.
- La chanson a été présentée dans le film Tin Pan Alley (1940), chantée par Alice Faye. Celle-ci l'a également incluse dans son album Alice Faye Sings Her Greatest Movie Hits publié en 1962[4].
- La chanson a été en vedette dans le film On Moonlight Bay (1951) chantée par Doris Day et Gordon MacRae. Day a également réenregistré la chanson pour son album On Moonlight Bay (en).
- Une version en duo avec Bing Crosby et son fils Gary a été enregistrée le 22 mars 1951[5] et a atteint la 14e place du palmarès Billboard en 1951[6].

### Les Beatles
Pistes inédites de Anthology 1
Lend Me Your Comb Shout
Les Beatles ont chanté Moonlight Bay avec les comédiens Eric Morecambe et Ernie Wise pour leur émission Two of a Kind (en) sur ATV (en) le 2 décembre 1963 aux studios d'Elstree à Borehamwood et diffusé le 4 avril suivant . Elle est chantée, avec des paroles différentes, par Lennon, McCartney et Harrison (Starr est à la batterie) accompagnés de Wise tandis que Morecambe, portant une perruque Beatle, et le groupe lui-même rajoutent des touches humoristiques parodiant leurs arrangements habituels de l'époque. L'enregistrement sonore de la performance est publié sur Anthology 1 en 1995 et la vidéo incluse dans le documentaire. Les chansons This Boy et I Want to Hold Your Hand sont aussi interprétées lors de cette émission et incluses dans cet album.